# Acantholipes curvilinea
Acantholipes curvilinea là một loài bướm đêm trong họ Erebidae.